# Der alte Musikant
Der alte Musikant (Original: Le vieux musicien) ist ein Gemälde des französischen Malers Édouard Manet aus dem Jahr 1862. Zu dieser Zeit wurde Manet durch die spanische Kunst beeinflusst. Das in Öl auf Leinwand gemalte Werk deutet auf den Einfluss von Gustave Courbet hin. Mit einer Höhe von 187,4 cm und einer Breite von 248,3 cm gehört das Werk zu den größten Gemälden Manets. Es befindet sich in der Sammlung der National Gallery of Art in Washington, D.C.

## Bildbeschreibung
Das Bild zeigt sechs Personen und ein Kleinkind in einer Landschaft. Tatsächlich sind die meisten Personen reale Menschen. Der alte Musiker in der Mitte, der die Violine in der Hand hält, ist Jean Lagrène, zur Zeit der Entstehung des Bildes Leiter einer „Zigeuner“-Band im Pariser Stadtviertel Batignolles. Rechts hinter ihm steht ein Mann mit Zylinder, bei dem es sich um den Lumpensammler und Eisenwarenhändler Colardet handelt. Vom rechten Bildrand abgeschnitten ist ein Mann in orientalischem langen Gewand und Turban zu sehen. Dabei handelt es sich um Guéroult, einen alten Juden mit weißem Bart, die im Bild die Figur des wandernden Juden darstellt. Seine Position am Bildrand verdeutlicht seine Rolle als Außenseiter. Am linken Bildrand steht ein junges Mädchen mit einem Kleinkind im Arm. Zwischen ihr und dem alten Musiker stehen zwei Jungen dicht beieinander. Kleidung und Haltung entsprechen dem Stil von Diego Velázquez oder Louis Le Nain.
Die beiden Männer am rechten Bildrand betrachten den Musiker, dieser selbst schaut in die Leere. Die emotionale Leere von Manets Gemälde fühlte sich für den Betrachter als „zu modern“ an.
In das Bild sind verschiedene Anspielungen eingearbeitet: der Mann mit Hut entspricht dem Gemälde Der Absinthtrinker, ebenfalls von Manet einige Jahre vorher geschaffen, der in diesem Bild ohne Zusammenhang gemalt ist. Der Junge mit dem Strohhut entstammt dem Gemälde Gilles von Antoine Watteau.

## Provenienz
Das Gemälde war bis zu Manets Tod in seinem Besitz. Bei Manets Nachlassauktion am 4. und 5. Februar 1884 im Auktionshaus Hôtel Drouot stand es mit der Losnummer 9 im Katalog, wurde jedoch von der Familie zurückgezogen. Danach kam es in die Sammlung von Gaston-Alexandre Camentron. Der Kunsthändler Paul Durand-Ruel erwarb das Gemälde 1897 und verkaufte es 1904 weiter an den Kunstsammler Alexandre Louis Philippe Marie Berthier. Um 1912 befand sich das Bild in der Sammlung von P. R. Pearson in Paris. 1913 kaufte die Österreichische Staatsgalerie das Gemälde von der Wiener Galerie von Hugo Arnot. Das Museum tauschte das Bild 1923 gegen zwei andere Gemälde ein. Hierbei handelte es sich um die Werke Marietta von Jean-Baptiste-Camille Corot und Badende von Pierre-Auguste Renoir. Danach kam das Bild zurück nach Paris und wurde von der Galerie Barbazanges (Galerie Barbazanges-Hodebert) angeboten. Bei der Manet-Ausstellung 1928 in der Galerie Matthiesen in Berlin war als Leihgeber „Mr. Hodebert, Paris“ vermerkt. Über die Galerie Étienne Bignou in Paris und die Kunsthandlung Alex Reid & Lefèvre in London gelangte das Bild 1930 in die Sammlung des in New York lebenden Sammlers Chester Dale. Er stiftete Manets Gemälde zusammen mit weiteren Werken seiner Sammlung 1963 der National Gallery of Art in Washington. Er verband mit Stiftung die Auflage, die Bilder – einschließlich Der alte Musikant – dauerhaft im Museum zu belassen und nicht an andere Museen auszuleihen.